# Émile Magne
Émile Magne (Dax, 29 de julio de 1877-Saint-Maur-des-Fossés, 28 de marzo de 1953) fue un escritor, crítico literario e historiador francés.

## Biografía
Nacido en Dax, asistió al liceo de Burdeos y fue más tarde estudiante de la Sorbona. En el año 1898 publicó un primer estudio en el que se señalaban los errores de documentación histórica en los que había incurrido Edmond Rostand en su Cyrano de Bergerac. Se especializó en Historia, especialmente en la de la literatura, del siglo XVII francés.
Colaborador habitual del Mercure de France, también publicó obras sobre el patrimonio y el arte.
Falleció a los 75 años de edad.

## Selección de obras
| - Les Erreurs de documentation de Cyrano de Bergerac, París, Revue de France, 1898. - Le Cyrano de l’Histoire, París, Dujarric, 1903. - Bertran de Born, París, Lechevalier, 1904. - Scarron et son milieu, París, Mercure de France, 1905. - Madame de Villedieu, Mercure de France, 1907. - Madame de La Suze et la Société précieuse, Mercure de France, 1908. - L’Esthétique des villes, Mercure de France, 1908. - Le Plaisant Abbé de Boisrobert, fondateur de l’Académie française, París, 1909. - Madame de Châtillon, Mercure de France, 1910. - Voiture et les Origines de l’hôtel de Rambouillet, Mercure de France, 1911. - Gaultier-Garguille, comédien de l’hôtel de Bourgogne, París, Louis-Michaud, 1911. | - Voiture et les Années de gloire de l’hôtel de Rambouillet, Mercure de France, 1912. - Les Femmes illustres : Ninon de Lenclos, París, Nilson, 1912. - Nicolas Poussin, premier peintre du roi, Brussel, Van Oest, 1914. - Jean de La Bruyère (1645-1696), París, Plon-Nourrit, 1914. - Lettres inédites du Grand Condé et du duc d’Enghien à Marie-Louise de Gonzague, reine de Pologne, sur la cour de Louis XIV, París, Émile Paul, 1920. - Une amie inconnue de Molière, París, Émile Paul, 1922. - Le Vrai Visage de La Rochefoucauld, París, Ollendorff, 1923. - Madame de La Fayette en ménage, 1926. - Le Cœur et l’Esprit de Madame de La Fayette, Émile Paul, 1927. | - Le Salon de Madeleine de Scudéry, ou le Royaume de Tendre, Mónaco, Imprimerie de Monaco, 1927. - Bibliographie générale des œuvres de Nicolas Boileau-Despréaux et de Gilles et Jacques, París, L. Giraud-Badin, 1929. - Boileau. Documents inédits, L. Giraud-Badin, 1929. - Les Plaisirs et les Fêtes. Les fêtes en Europe au XVIIe siècle, París, Rombaldi, 1930. - Le Château de Saint-Cloud, París, Calmann-Lévy, 1932. - Le Château de Marly, Calmann-Lévy, illustrations by Carlègle (álbum para niños), Calmann-Lévy, 1935. - Naissance de l’Académie française, París, L’Illustration, 1935. - Images de Paris sous Louis XIV. Documents inédits, Calmann-Lévy, 1939. - La Vie quotidienne au temps de Louis XIV, París, Hachette, 1942. |